# トーレイ・デヴィート
トーレイ・デヴィート（Torrey DeVitto, 1984年6月8日 - ）は、アメリカ合衆国の女優である。

## 人物
父親はビリー・ジョエルのサポートメンバーを長年にわたって務めたことで知られるドラマーのリバティ・デヴィート。自身も幼い頃はバイオリニストとして活動していたが、ダンスや演技を学び15歳でモデルやコマーシャルの仕事を始める。

## 出演作品

### テレビ
- アーミー・ワイフ（マギー・ホール）
- プリティ・リトル・ライアーズ（メリッサ・ヘイスティングス）
- ヴァンパイア・ダイアリーズ（メレディス・フェル）
- キャッスル 〜ミステリー作家は事件がお好き
- One Tree Hill
- CSI:マイアミ
- CSI:科学捜査班
- ビューティフル・ピープル 〜ニューヨークの天使たち
- Scrubs〜恋のお騒がせ病棟
- シカゴ P.D.
- シカゴ・ファイア
- シカゴ・メッド

### 映画
- エビデンス -全滅-
- ザ・ライト -エクソシストの真実-
- オフィス・ラブバトル

### オリジナルビデオ
- ラストサマー3